# Taishin Morikawa
Taishin Morikawa (森川 泰臣 Morikawa Taishin?, nacido el 27 de septiembre de 1994 en Kumamoto) es un exfutbolista japonés. Jugaba de defensa y su último club fue el Verspah Oita de Japón.

## Trayectoria

### Clubes
| Club             | País  | Año         |
| ---------------- | ----- | ----------- |
| Roasso Kumamoto  | Japón | 2013 - 2016 |
| J. League sub-22 | Japón | 2014        |
| Gainare Tottori  | Japón | 2015        |
| Fujieda MYFC     | Japón | 2016        |
| Verspah Oita     | Japón | 2017        |

## Estadística de carrera

### J. League
| Club             | Año   | J. League | J. League | Copa J. League | Copa J. League | Total | Total |
| Club             | Año   | Part.     | Goles     | Part.          | Goles          | Part. | Goles |
| ---------------- | ----- | --------- | --------- | -------------- | -------------- | ----- | ----- |
| Roasso Kumamoto  | 2013  | 0         | 0         | -              | -              | 0     | 0     |
| Roasso Kumamoto  | 2014  | 0         | 0         | -              | -              | 0     | 0     |
| J. League sub-22 | 2014  | 5         | 0         | -              | -              | 5     | 0     |
| Gainare Tottori  | 2015  | 8         | 0         | -              | -              | 8     | 0     |
| Roasso Kumamoto  | 2016  | 0         | 0         | -              | -              | 0     | 0     |
| Fujieda MYFC     | 2016  | 0         | 0         | -              | -              | 0     | 0     |
| Total            | Total | 13        | 0         | 0              | 0              | 13    | 0     |